# David Goodstein
David Louis Goodstein (5 tháng 4 năm 1939  –  10 tháng 4 năm 2024) là một nhà vật lý và giảng viên người Mỹ. Từ năm 1988 đến năm 2007 ông là phó quản lý của Viện Công nghệ California (Caltech), nơi ông làm giáo sư vật lý và vật lý ứng dụng, đồng thời là tác giả của nhiều quyển sách giáo khoa vật lý.

## Cuộc đời và sự nghiệp
Goodstein học tại Đại học Brooklyn (BS, 1960) và tại Đại học Washington (Ph.D., 1965). Ông đã viết nhiều quyển sách, bao gồm States of Matter (1975) (tái bản bìa mềm bởi Dover) và Feynman’s Lost Lecture (1996). Trong những năm 1980 ông chỉ đạo và dẫn chương trình The Mechanical Universe, một bộ phim truyền hình về vật lý đã được chỉnh sửa cho học sinh trung học và dịch sang nhiều thứ tiếng. Bộ phim đã được chiếu trên nhiều đài phát thanh công cộng và đã nhận được trao hơn mười giải thưởng, bao gồm Giải thưởng Truyền hình Nhật Bản 1987 của đài NHK.
Trong thời gian gần đây, trong khi tiếp tục day và nghiên cứu vật lý vật chất ngưng tụ thực nghiệm, ông cũng bắt đầu chú tâm đến những vấn đề của khoa học và xã hội. Trong các bài viết và phát biểu, ông đề cập đến những hành vi sai trái trong khoa học, và những vấn đề liên quan đến nhiên liệu hóa thạch và khí hậu của Trái Đất. Năm 2004 ông xuất bản quyển sách bán chạy Out of Gas: The End of the Age of Oil.
Năm 1999, Goodstein được trao tặng Huy chương Oersted của Hiệp hội Giáo viên Vật lý Hoa Kỳ, và vào năm 2000, ông được trao Huy chương John P. McGovern của Hội Sigma Xi. Ông từng tham gia và chủ tọa nhiều ủy ban khoa học và học thuật, bao gồm Giám đốc Ủy ban Tư vấn Quốc gia về Khoa học Vật lý và Toán học của Quỹ Khoa học Quốc gia. Ông là thành viên sáng lập của Hội đồng Quản trị của Hội đồng Khoa học và Công nghệ California.
Năm 2015 ông xuất bản quyển sách Thermal Physics: Energy and Entropy.
Ông qua đời vào ngày 10 tháng 4 năm 2024, 5 ngày sau sinh nhật lần thứ 85 của mình.

## Tác phẩm

### Sách
- Goodstein, David (1975). States of Matter. Englewood Cliffs, N.J: Prentice-Hall. ISBN 978-0-13-843557-8. OCLC 1348695. (tái bản bởi Dover Publications, 1985)
- Olenick, Richard; Apostol, Tom; Goodstein, David (1985). The Mechanical Universe: Introduction To Mechanics and Heat. New York: Cambridge University Press. ISBN 978-0-521-30429-0. OCLC 12161353. Bản bìa mềm năm 2007.
- Olenick, Richard; Apostol, Tom; Goodstein, David (1986). Beyond the Mechanical Universe: From Electricity to Modern Physics. New York: Cambridge University Press. ISBN 978-0-521-30430-6. Bản bìa mềm năm 2007.
- Frautschi, Steven; Olenick, Richard; Apostol, Tom; Goodstein, David (1986). The Mechanical Universe: Mechanics and Heat, Advanced Edition. New York: Cambridge University Press. ISBN 978-0-521-30432-0. OCLC 12549317. Bản bìa mềm năm 2008.
- Goodstein, David; Goodstein, Judith (1996). Feynman's Lost Lecture: The Motion of Planets Around the Sun. New York: Norton. ISBN 978-0-393-31995-8. OCLC 33078849.
- Goodstein, David (2004). Out of Gas: The End of the Age of Oil. New York: W.W. Norton. ISBN 978-0-393-05857-4.
- Goodstein, D. (2010). On Fact and Fraud: Cautionary Tales from the Front Lines of Science. Princeton, N.J.: Princeton University Press. ISBN 978-1-4008-3457-0.
- David Goodstein, biên tập (2011). Adventures in Cosmology. Singapore; Hackensack, N.J.: World Scientific Publishing. ISBN 978-981-4313-85-8. OCLC 769441669. Tái bản năm 2012.
- Goodstein, David (2013). Climate Change and the Energy Problem: Physical Science and Economics Perspective. Singapore; Hackensack, N.J.: World Scientific Publishing. ISBN 978-981-4407-09-0. OCLC 793223182. Tái bản lần 2 năm 2017.
- Saraceno, Paolo (2012). Beyond the Stars: Our Origins and the Search for Life in The Universe. Singapore Hackensack, NJ: World Scientific. ISBN 978-981-4295-54-3. OCLC 809238572.. Dịch bỏi David Goodstein.
- Goodstein, David (2015). Thermal Physics: Energy and Entropy. Cambridge, U.K.; New York: Cambridge University Press. ISBN 978-1-107-08011-9.
- Cole, Milton W.; Goodstein, David; Lueking, Angela D. (2018). Science Of The Earth, Climate And Energy. New Jersey: World Scientific Publishing. ISBN 978-981-323-363-8.

### Bài báo, chương sách, nhận xét
- Goodstein, David (1989). "Richard P. Feynman, Teacher". Physics Today. Quyển 42 số 2. AIP Publishing. tr. 70–75. doi:10.1063/1.881195. ISSN 0031-9228.
- Goodstein, David; Goodstein, Judith (2000). "Richard Feynman and the History of Superconductivity". Physics in Perspective. Quyển 2 số 1. Springer Science and Business Media LLC. tr. 30–47. doi:10.1007/s000160050035. ISSN 1422-6944.
- Goodstein, David (2011). "Quantum Man: Richard Feynman's Life in Science". Physics Today. Quyển 64 số 3. AIP Publishing. tr. 55. doi:10.1063/1.3563821. ISSN 0031-9228.
- Goodstein, David. "How Science Works". Reference Manual on Scientific Evidence. Washington, D.C.: National Academies Press. ngày 26 tháng 9 năm 2011. doi:10.17226/13163. ISBN 978-0-309-21421-6.